# Usilampatti

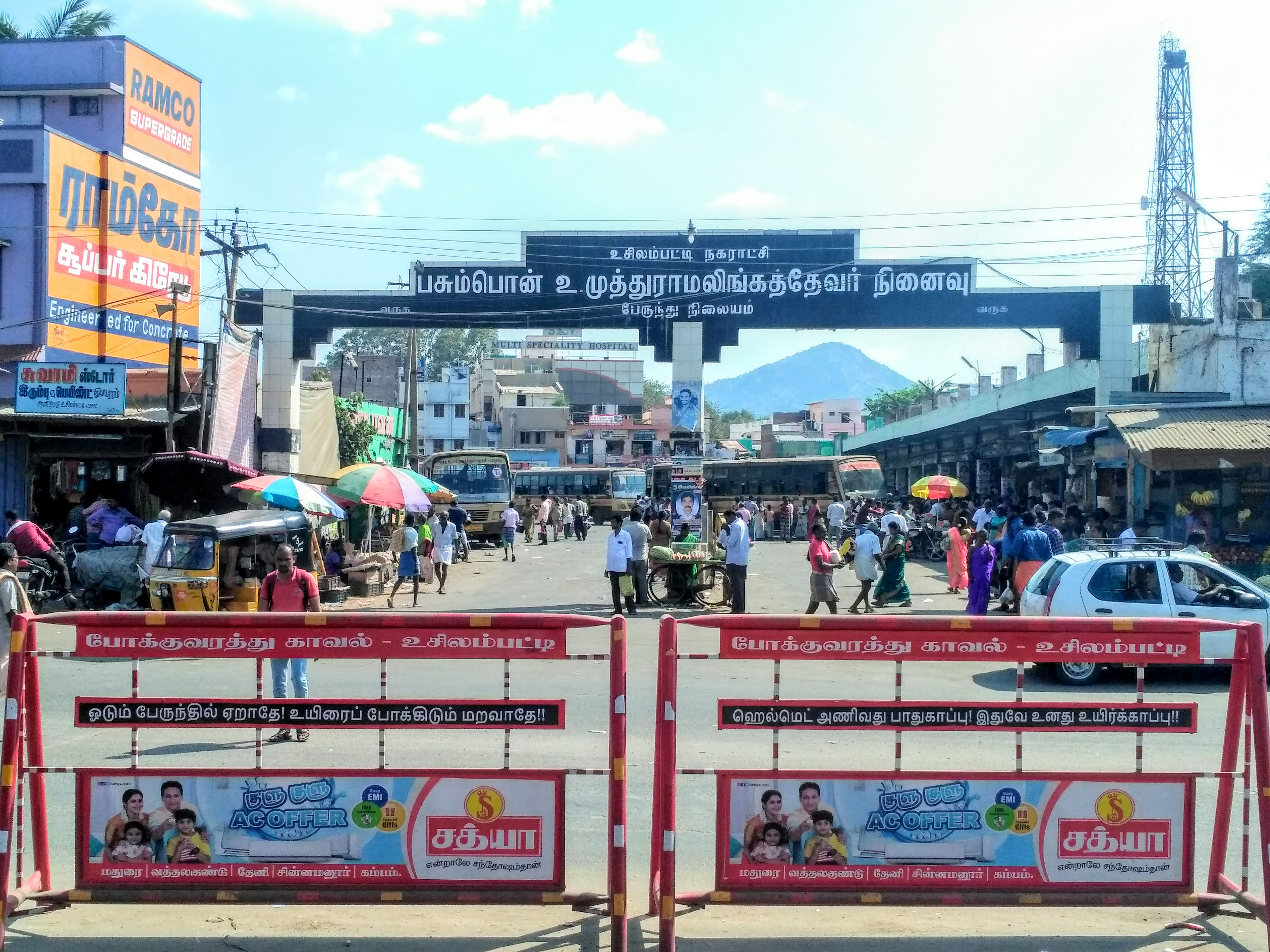
Terminal rodoviário de Usilampatti

Usilampatti é uma cidade e um município no distrito de Madurai, no estado indiano de Tamil Nadu.

## Geografia
Usilampatti está localizada a 9° 58′ N, 77° 48′ L. Tem uma altitude média de 201 metros (659 pés).

## Demografia
Segundo o censo de 2001, Usilampatti tinha uma população de 29,599 habitantes. Os indivíduos do sexo masculino constituem 50% da população e os do sexo feminino 50%. Usilampatti tem uma taxa de literacia de 81%, superior à média nacional de 59.5%: a literacia no sexo masculino é de 86% e no sexo feminino é de 76%. Em Usilampatti, 11% da população está abaixo dos 6 anos de idade.